# ОУ „Д-р Трифун Пановски“
Основно училище „Д-р Трифун Пановски“ (на македонска литературна норма: Основно училиште „Д-р Трифун Пановски“) е училище в град Битоля, Република Македония.
Училището е разположено в центъра на града, между улиците „Охридска“, „Вангел Майорот“ и булевард „Първи май“. Площта на училището е 1420,98 m2, а училищният двор – 3088 m2.
Историята на училището започва като сръбско училище в Кралство Югославия, в 1932 година, когато е построено едното крило. След установяването на комунистическия режим в Югославия, преподаването започва да се провежда на новосъздадения македонски литературен език и на училището е дадено името на лекаря и комунистически партизанин Трифун Пановски. В 1956 година е построено новото крило. В състава на централното училище в Битоля работят и пет районни училища - в Търново, Дихово, Нижеполе (Нижеполско училище), Брусник и Братин дол.